# Francis Ernest Lloyd
Francis Ernest Lloyd (Manchester, 4 ottobre 1868 – Carmel-by-the-Sea, 10 ottobre 1947) è stato un biologo e botanico inglese naturalizzato statunitense.

## Opere
- The Comparative Embryology of the Rubiaceae (1902)
- The Teaching of Biology in the Secondary Schools (1904) - coautore
- The Plant World (1905-1908)
- The Physiology of Stomata (1908)
- Guayule (1911)
- The Carnivorous Plants (1942)